# Ostodes brazieri
Ostodes brazieri là một loài ốc nhiệt đới đất liền có mang và nắp (động vật chân bụng)|nắp ốc, là động vật chân bụng sống trên cạn động vật thân mềm thuộc họ Neocyclotidae Nó là loài đặc hữu của Micronesia.